# 神奈川県立霧が丘高等学校
神奈川県立霧が丘高等学校（かながわけんりつ きりがおかこうとうがっこう）は、神奈川県横浜市緑区霧が丘にある全日制普通科の県立高等学校。略称は霧高（きりこう）。

## 沿革
- 1975年 創立
- 2020年より耐震工事を行っており、2024年に耐震工事が完了した。

## 学校行事
大きく4つの行事がある。
・チューリップまつり
4月に行われる催しである。当校の前庭にチューリップ畑があり、それが満開となる4月にあわせて行われる。チューリップの生育と管理は生徒が畑の耕しからすべて行っている。この祭りでは部活やPTAなどが模擬店を開く。こちらは一般公開され、近隣住民などが多く来、非常に賑わう。
・クラスマッチ
いわゆる球技大会である。6月頃と1月頃に2度行われる。
・体育祭
5月に行われる。一般公開はされない。
2クラスずつ5色のチームに分かれて戦う。応援団などを有志で作り、非常に盛り上がる。
・霧高祭
文化祭である。霧が丘高校最大の行事であり、9月おおよそ二週目の土日に二日間行われる。
生徒やPTAが飲食店やお化け屋敷などの模擬店を開く。こちらもチューリップまつりと同様一般公開され保護者を始め、近隣住民等が自由に見学できる。
後夜祭（生徒のみ）も行われ、最後には花火が打ち上がる。

## 部活動
過去にはバスケットボール部が全国大会に出場したことがある。
近年では陸上部の活動が目立ち、インターハイ出場などの成果を出している。
- 運動部：陸上競技、バスケットボール、ハンドボール、野球、ソフトテニス、バドミントン、サッカー、女子バレーボール、ダンス、山岳、硬式テニス、剣道
- 文化部：吹奏楽、軽音楽、家庭科研究、華茶道、美術、合唱、写真、文芸、API（マンガやイラストの制作）、総合映像研究
- 同好会・愛好会：ボランティア、ESS・ALC、囲碁・将棋、書道、卓球

## アクセス
出典 : 
| 乗車駅                 | のりば | 系統         | 下車停留所            | 運行事業者      |
| ---------------------- | ------ | ------------ | --------------------- | --------------- |
| 東急田園都市線青葉台駅 | 9      | 65           | 霧が丘高校前、徒歩2分 | ■横浜市営       |
| 東急田園都市線青葉台駅 | 8      | 23・青23     | 霧が丘高校前、徒歩2分 | ■横浜市営 ■東急 |
| 東急田園都市線長津田駅 | 南口   | 40           | 霧が丘高校前、徒歩2分 | ■神奈中         |
| 相鉄本線鶴ヶ峰駅       | 4      | 峰02・5・115 | 霧が丘高校前、徒歩3分 | ■神奈中         |
| 相鉄本線三ツ境駅       | 1      | 境21         | 霧が丘高校前、徒歩3分 | ■神奈中         |
| 相鉄本線三ツ境駅       | 1      | 116          | 霧が丘高校前、徒歩3分 | ■神奈中 ■相鉄   |

## 著名な出身者
- 中田宏（政治家、参議院議員、元衆議院議員、元横浜市長。）[2]
- 那須雅之（音楽プロデューサー）[3]
- 森田樹優（声優。）[4][5]
- 矢野正之（元プロ野球選手）[6]
- 綿貫瞬（プロバスケットボール選手。）[7]
- 辻詩音（ミュージシャン）
- 前田公輝（俳優）
- 新木優子（女優）
- 佐藤泰将（作曲家、編曲家）

## 著名な教職員・関係者
- 村田浩明 - 同校硬式野球部元部長